# Bona Peiser

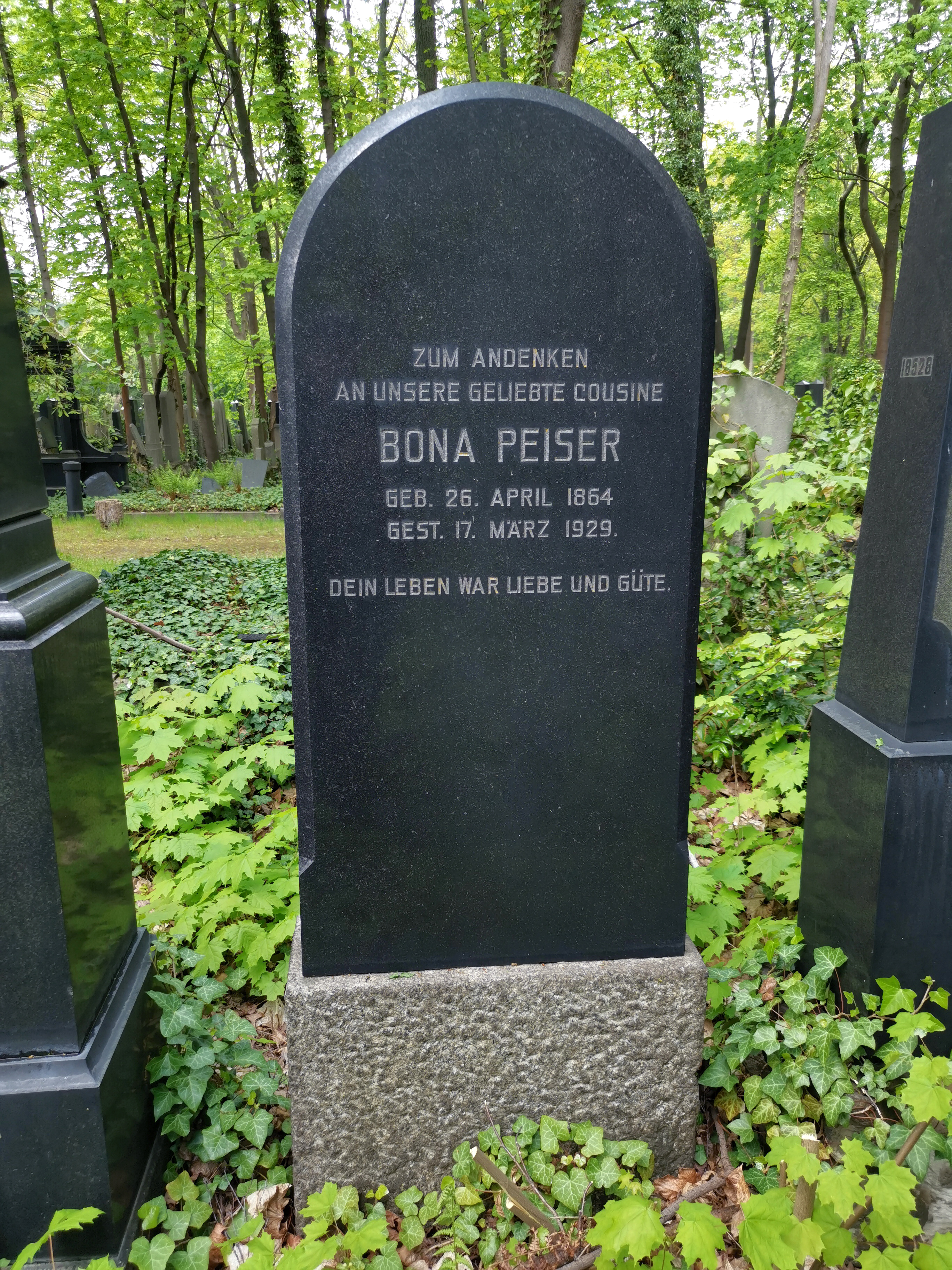
Grabstätte auf dem Jüdischen Friedhof Berlin-Weißensee, Feld L 2

Bona Peiser (geboren 26. April 1864 in Berlin; gestorben 17. März 1929 ebenda) war die erste deutsche Bibliothekarin, d. h. die erste Frau in Deutschland, die hauptberuflich in Bibliotheken gearbeitet hat. Ab 1895 leitete sie die Bibliothek des Kaufmännischen Verbandes für weibliche Angestellte, die zu der Zeit die größte Frauenbibliothek in Berlin war.

## Leben

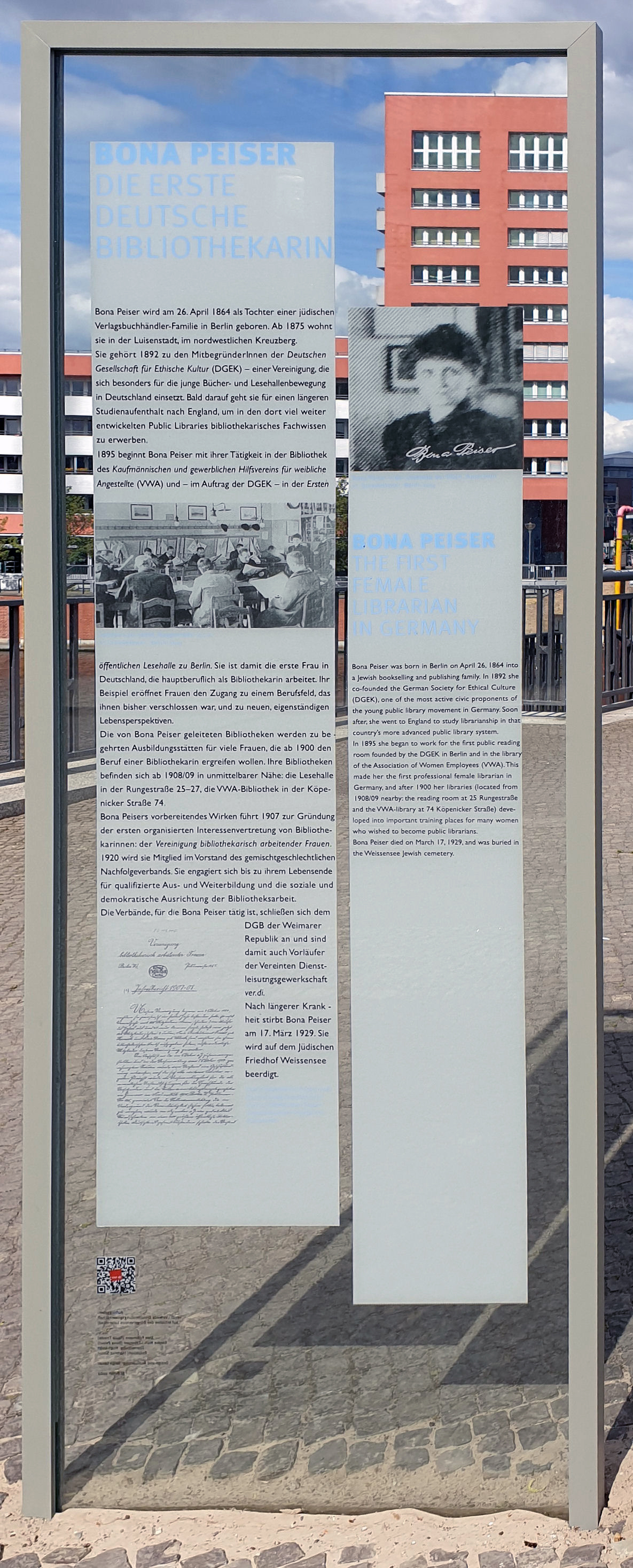
Gedenktafel, Engeldamm 2, in Berlin-Mitte

Bona Peiser wurde als Tochter des jüdischen Verlagsbuchhändlers Wolf Peiser und seiner Frau Rosalia, geb. Gottheil, in Berlin geboren und verbrachte ihre ersten Lebensjahre in der Auguststraße 73 und Linienstraße 80, in der Spandauer Vorstadt am Rande des Scheunenviertels. Ab 1875 bis zu ihrem Tod wohnte sie in der Brandenburgstraße 11 (heute: Lobeckstraße), in der Luisenstadt. Sie besuchte – weil mehr für Mädchen nicht möglich war – eine Höhere Töchterschule, wahrscheinlich zunächst die Luisenschule und später die Viktoriaschule in der Nähe ihrer jeweiligen Wohnorte.
Im Gegensatz zu der beschleunigten Entwicklung der Public Libraries in den angloamerikanischen Ländern führten die in Berlin seit 1850 vorhandenen öffentlichen Bibliotheken eine kümmerliche Randexistenz in Schulen, wurden ehrenamtlich von Lehrern betreut und boten keine Ausbildungs- und Anstellungsmöglichkeiten. Bona Peiser beschloss, sich durch Eigeninitiative für die bibliothekarische Arbeit auszubilden, u. a. durch Fachstudien in England, wo sie eines der am besten entwickelten öffentlichen Bibliothekssysteme, die Public Library of Manchester, genauer kennenlernte, über deren vorbildliche Volkslesehallen sie 1894 einen Aufsatz in der „Ethischen Kultur“ publizierte. In Berlin engagierte sie sich für den 1889 von Minna Cauer u. a. gegründeten Kaufmännischen und gewerblichen Hilfsverein für weibliche Angestellte (später: Verband für weibliche Angestellte, VWA), der sehr bald die Schaffung einer eigenen Bibliothek anstrebte, und die 1892 gegründete Deutsche Gesellschaft für Ethische Kultur (DGEK), eine der wichtigsten Unterstützerinnen der Bücher- und Lesehallen-Bewegung in Deutschland.
Bona Peiser wurde Gründungsmitglied der Bibliotheks-Kommission der DGEK, deren Vorsitzende Jeannette Schwerin sich auch als Koordinatorin der sozialen Arbeit der DGEK und in der Frauenbewegung (Mädchen- und Frauengruppen für soziale Hilfsarbeit, Bund Deutscher Frauenvereine/BDF) besondere Verdienste erwarb.

### Die erste öffentliche Lesehalle in Berlin
Die Bibliotheks-Kommission sammelte Bücher- und Geldspenden, gewann den Bibliothekar Ernst Jeep von der Königlichen Bibliothek als Mitarbeiter und eröffnete am 1. Januar 1895 im Hofgebäude der von Alfred Messel errichteten Volks-Kaffee- und Speise-Halle in der Neuen Schönhauser Straße 13 die „Erste öffentliche Lesehalle zu Berlin“. Gleichzeitig erschien in allen wichtigen Zeitungen Berlins ein von klangvollen Namen verschiedener politischer Richtungen und gesellschaftlicher Gruppen unterzeichneter „Aufruf für die Errichtung öffentlicher Lesehallen“, der an den Gemeinsinn aller Mitbürger appellierte, angesichts des zögerlichen Verhaltens der Behörden den Ausbau von Lesehallen tatkräftig zu unterstützen.
Im ersten Jahr ihres Bestehens besuchten fast 50.000 Personen die Lesehalle, täglich 122, an Sonntagen 232, sie liehen sich über 21.000 Bücher in den Lesesaal aus oder nutzten das reichhaltige Angebot an Zeitschriften und Zeitungen. Die Lesehalle war an Wochentagen von 18 bis 22 Uhr, ab Ende 1897 auch mittags von 12 bis 15 Uhr geöffnet, an Sonntagen von 9.30 bis 13 Uhr und 17 bis 22 Uhr. Bis Ende 1895 wuchs der Bücherbestand auf 3.500 Bände und konnte aus den eingehenden Geldspenden von Ernst Jeep und Bona Peiser auch gezielt ergänzt werden. Ab 1900 wurden auch Bücher außer Haus verliehen und die Besucherzahlen stiegen im folgenden Jahr auf 110.000.
Bona Peiser und Ernst Jeep hielten in ihrem ersten Jahresbericht fest: 

„Die neue Bildungsanstalt nun, zu deren Einbürgerung in Berlin die Deutsche Gesellschaft für ethische Kultur den ersten Versuch machte, soll wie ihr Vorbild, die Public Library Englands und Amerikas, sich nicht blos an die unteren Klassen wenden: sie gehört der Gesammtheit des Volkes. Sie muss den Anforderungen der - populären - Wissenschaft so gut wie denen der Unterhaltung gerecht werden. Lesezimmer und Ausleihbibliothek in sich vereinigen und schliesslich den ganzen Tag über Zutritt, und zwar freien Zutritt gewähren.“

### Erfolge und Entwicklungen
Der öffentliche Erfolg der ersten Lesehalle war so groß, dass der Berliner Magistrat dem Stadtbibliothekar Arend Buchholtz endlich die lange verweigerten Mittel zum Ausbau der Volksbibliotheken und zur Einrichtung städtischer Lesehallen bewilligen musste. Zwischen 1896 und 1900 wurden die ersten vier städtischen Lesehallen eröffnet, bis 1914 folgten neun weitere.
Am 1. Januar 1895 wurde Bona Peiser außerdem hauptamtliche Leiterin der Bibliothek des VWA, die sie ebenfalls bis zum Ende ihres Lebens betreute. Beide Bibliotheken waren lange Jahre der wichtigste Ausbildungsplatz für viele Frauen, die den bibliothekarischen Beruf erlernen und in Volksbibliotheken arbeiten wollten.
Von 1906 bis 1909 befand sich die VWA-Bibliothek in der Alten Jakobstraße 20/22, unter einem Dach mit der Bibliothek zur Frauenfrage des von Minna Cauer gegründeten Vereins Frauenwohl. 1909 konnte die VWA-Bibliothek zusammen mit der Verwaltung des Verbandes in einen Neubau in der Köpenicker Straße 74 ziehen, nur wenige Schritte entfernt von dem neuen Standort der Lesehalle. Diese befand sich, nach einem Umzug im Jahre 1902 in die Münzstraße 11, ab 1908 in der Rungestraße 25–27, in einem neu errichteten Gewerbehof (heute: JannowitzCenter).
In beiden Bibliotheken führte Bona Peiser den von ihr entwickelten Buchkarten-Präsenzkatalog ein. Er wurde von vielen deutschen Bibliotheken bis weit nach dem Zweiten Weltkrieg benutzt, als effizientes Arbeitsinstrument zur Organisation der Ausleihe und der Leserberatung in Bibliotheken, in denen die Bestände noch nicht frei zugänglich aufgestellt sind.
Bona Peiser veröffentlichte die ersten informierenden Aufsätze über den neuen Beruf der Bibliothekarin, engagierte sich lebenslang für die Sicherung der Qualität der Ausbildung und stellte über einen Wanderbrief und Treffen im Berliner Frauenclub von 1900 Kontakte zu Kolleginnen her, die 1907 zur Gründung der Vereinigung bibliothekarisch arbeitender Frauen führten. Die Vereinigung organisierte bis 1920 ca. 70 % aller im Beruf tätigen Frauen und gab ab 1912 die Mitteilungen der Vereinigung bibliothekarisch arbeitender Frauen heraus, als Beilage zu den Blättern für Volksbibliotheken und Lesehallen. 1920 löste sie sich zugunsten des gemischtgeschlechtlichen Reichsverbandes deutscher Bibliotheksbeamter und -Angestellter auf, in dessen Vorstand Bona Peiser von der Gründung an mitarbeitete.
Bis 1920 hatten über zwei Millionen Leser die Lesehalle aufgesucht, aber nach dem Ersten Weltkrieg und der Inflation wurde ihre finanzielle Lage immer schwieriger. 1927 übergab die DGEK sie schließlich an den Bezirk Mitte, und sie wurde eine der Zweigstellen der Stadtbibliothek Mitte. Bona Peiser blieb Leiterin und war bis zu ihrem Lebensende nicht nur im Vorstand des Reichsverbandes, sondern auch in der Ortsgruppe des VWA aktiv. Über die fachlichen Fragen hinaus engagierte sie sich für die Interessen und den Wert der Frauenberufsarbeit und für eine Neuordnung der bibliothekarischen Ausbildung, die, wie es in dem Nachruf einer Kollegin heißt, „auch uns Frauen den notwendigen fraulichen Einfluß in Richtung und Ziel der Volksbüchereiarbeit sichern helfen soll“.
Am 17. März 1929 starb Bona Peiser nach längerer Krankheit, sie wurde auf dem Jüdischen Friedhof Weißensee beigesetzt, ihr Grabstein ist noch wohlerhalten (Feld L, Abteilung II, Reihe 2, nahe der Friedhofsmauer).

## Ehrungen

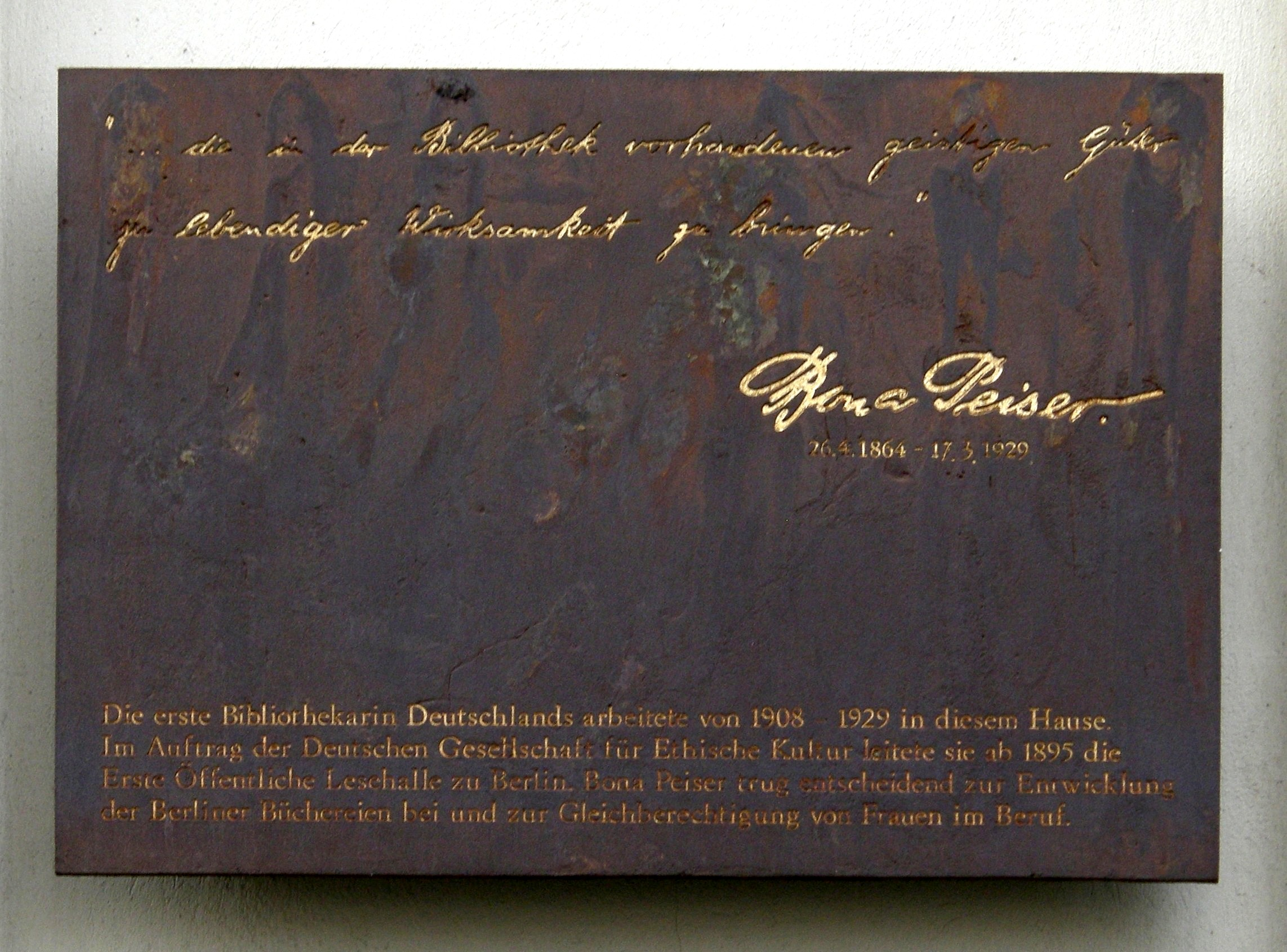
Gedenktafel am Gebäude Rungestr. 22–25

Durch die Aufsätze von Erwin Marks und Thomas Adametz in der Zeitschrift Der Bibliothekar (41(1987), S. 57–60 und S. 111–113) und die Ausstellung „Berliner Bibliotheken einst und jetzt“ im Jahre 1988 wurde nach langem Vergessen, auch in bibliothekshistorischen Darstellungen, erstmals wieder an Bona Peiser und die erste öffentliche Lesehalle in Berlin erinnert. Der von Helga Lüdtke 1992 herausgegebene Reader Leidenschaft und Bildung. Zur Geschichte der Frauenarbeit in Bibliotheken und die Veröffentlichungen von Frauke Mahrt-Thomsen in Buch und Bibliothek (1995) und Ariadne (1998) machten die Leistung und Bedeutung Bona Peisers für die Entwicklung des bibliothekarischen Berufs wieder einer breiteren Fach- und Frauen-Öffentlichkeit bekannt. Die Unterstützung des „Bürgervereins Luisenstadt“ trug maßgeblich dazu bei, dass die in der Nähe ihrer Wohn- und Wirkungsstätten gelegene Stadtteilbibliothek in der Oranienstraße 72 (Berlin-Kreuzberg) am 27. August 1994 den Namen Bona-Peiser-Bibliothek erhielt und am 10. September 1995 auf Beschluss der Gedenktafelkommission Mitte am Haus Rungestraße 25–27 (JannowitzCenter) eine Gedenktafel für Bona Peiser angebracht wurde. Die Bona-Peiser-Bibliothek wurde durch die Beschlüsse der BVV Friedrichshain-Kreuzberg 2016 geschlossen, allerdings existiert seit 2018 der Raum weiter für die Nachbarschaft unter dem Namen Bona Peiser - soziokulturelle Projekträume.
Ebenfalls aufgrund eines Beschlusses im Bezirk Berlin-Mitte erfolgte 2004 die Namensgebung Bona-Peiser-Weg für die Privatstraße an der Ver.di-Bundesverwaltung in Berlin.
Im Rahmen des 120-jährigen Jubiläums der Stadtbibliothek Perleberg wurde die Bibliothek in BONA Stadtbibliothek Perleberg umbenannt.
Bis heute ist kein Einzel-Foto von Bona Peiser bekannt, aber es existiert eine Aufnahme aus der Lesehalle von 1914, auf der man neben vielen Lesern im Hintergrund eine weibliche Person erkennen kann, bei der es sich vermutlich um Bona Peiser handelt.
Am 6. Mai 2022 wurde in Berlin-Mitte, Engeldamm Ecke Paula-Thiede-Ufer, eine Gedenktafel enthüllt.